# Rubens Minelli
Rubens Francisco Minelli (São Paulo, 19 de dezembro de 1928 – São Paulo, 23 de novembro de 2023) foi um treinador e futebolista brasileiro que atuou como ponta-esquerda. Ficou marcado por conquistar um tricampeonato brasileiro consecutivo como técnico, em 1975 e 1976, pelo Internacional, e em 1977, pelo São Paulo. Anteriormente, já havia sido campeão do Brasileirão de 1969 com o Palmeiras.

## Carreira

### Como jogador
Rubens Minelli iniciou sua vida no futebol como atleta, atuando como ponta-esquerda e passando por Ypiranga e Nacional, ambos de São Paulo. Quando defendia o São Bento de Sorocaba, em um amistoso contra o União de Mogi das Cruzes, em 1956, fraturou a perna esquerda e teve de abandonar a carreira de jogador com apenas 27 anos. Seu único título como futebolista foi obtido em 1954: o Campeonato Paulista da Segunda Divisão, pelo Taubaté.

### Como treinador
Como técnico, iniciou comandando os times da Faculdade de Ciências da Universidade de São Paulo (USP) e da Seleção da FUPE (Federação Universitária Paulista de Esportes). Por intermédio de Canhotinho, o qual fora dirigido por Minelli no time da faculdade, treinou as categorias de base do Palmeiras entre 1958 e 1963.
Em seguida, transferiu-se para a equipe principal do América de São José do Rio Preto. Sua estreia profissional foi com vitória de 1–0 sobre o XV de Jaú, em partida amistosa realizada no dia 31 de março de 1963, no Estádio Mário Alves Mendonça. Pelo clube, conquistou a segunda divisão estadual de 1963 e sagrou-se campeão do interior em 1964.
Em 1966, foi contratado pelo Botafogo de Ribeirão Preto, onde ficou por quatro meses. Com o Botafogo, Minelli realizou uma excursão à América Central, sofrendo apenas uma derrota em 17 jogos. No final do mesmo ano, retornou ao América para substituir o argentino Filpo Núñez.
No comando do Sport, foi vice-campeão pernambucano de 1967 e campeão do Torneio Início. Voltando para São Paulo, comandou a Francana, vice-campeã estadual da segunda divisão em 1968. Após passar pelo Guarani, Rubens Minelli retornou ao Palmeiras, desta vez para comandar a equipe principal. Coincidentemente, substituiu novamente Filpo Núñez. Com o clube alviverde, Minelli excursionou à Europa em 1969, levantando o Troféu Ramón de Carranza, na Espanha. Também conquistou o Campeonato Brasileiro no mesmo ano.
Dirigiu diversas equipes do Brasil, além do Al-Hilal da Arábia Saudita, e posteriormente a Seleção daquele país. Atingiu o auge de sua carreira na década de 70, quando estruturou o histórico time do Internacional de Porto Alegre, que contava com craques como Falcão, Figueroa e Carpegiani. Neste período, Minelli foi tricampeão brasileiro, em 1975 e 1976 pelo Inter e 1977 pelo São Paulo — sendo o primeiro título brasileiro do clube paulista.
Conquistou ainda quatro títulos gaúchos, em (1974, 1975 e 1976 pelo Inter, além de 1985 pelo rival Grêmio), quatro Campeonatos Paranaenses (1994, 1995, 1996 e 1997 pelo Paraná), além de um Campeonato Saudita e uma Copa do Rei, ambos em 1980, pelo Al-Hilal.
Minelli treinou ainda o Corinthians, Santos, Portuguesa, América-SP, Guarani, Ponte Preta, Rio Branco de Americana, Ferroviária de Araraquara, Atlético Mineiro e Coritiba.
Foi o primeiro treinador da história do Paraná Clube, que na sua primeira temporada, em 1990 e jogando a terceira divisão do brasileirão, conquistou uma das vagas para a Série B de 1991.

## Aposentadoria e morte
Ao encerrar a carreira de treinador, Rubens Minelli tornou-se dirigente de clubes como São Paulo, Atlético Paranaense (superintendente de futebol, em 1998), Paraná e Avaí (superintendente de futebol, em 2003).
Posteriormente, em 2008, tornou-se comentarista de rádio, trabalhando na Rádio Jovem Pan.
Minelli morreu em 23 de novembro de 2023, aos 94 anos, em São Paulo, devido a uma infecção. Internacional, São Paulo e Palmeiras, clubes no qual foi campeão brasileiro como técnico, lamentaram em suas rede sociais.

## Títulos

### Como jogador
Taubaté
- Campeonato Paulista - Série A2: 1954

### Como treinador
América-SP
- Campeonato Paulista - Série A2: 1963[3]

Palmeiras
- Torneio Início Paulista: 1969
- Troféu Ramón de Carranza: 1969
- Campeonato Brasileiro: 1969

Portuguesa
- Torneio Oswaldo Teixeira Duarte: 1971
- Torneio Quadrangular de Istambul: 1972
- Taça Cidade de São Paulo: 1973

Internacional
- Campeonato Gaúcho: 1974, 1975 e 1976
- Campeonato Brasileiro: 1975 e 1976

São Paulo
- Campeonato Brasileiro: 1977

Al-Hilal
- Campeonato Saudita: 1978–79
- Copa do Rei: 1979–80

Atlético Mineiro
- Torneio de Amsterdã: 1984

Grêmio
- Campeonato Gaúcho: 1985, 1988 e 1989
- Torneio de Rotterdam: 1985
- Troféu Cidade de Palma de Mallorca: 1985

Paraná
- Campeonato Paranaense: 1994, 1995, 1996 e 1997